# Liste der Highways in Tasmanien

Lage von Tasmanien

Die Highways in Tasmanien verbinden Hobart und andere große Städte untereinander, wobei zweitrangige Straßen wiederum diese untereinander verbinden.
Die einzigen vom Bund im Rahmen von AusLink finanzierten Straßen in Tasmanien sind der Midland, Bass und der East Tamar Highway. Zu den verkehrsreichsten Straßen gehören der Tasman und der Brooker Highway mit über 60.000 bzw. 40.000 Fahrzeugen pro Tag. Die Regierung von Tasmanien kämpft darum, dass auch diese Highways in das vom Bund finanzierte Verkehrsnetz aufgenommen werden.
Die tasmanischen Bezeichnungen für die Highways leiten sich üblicherweise von geographischen Regionen, Besonderheiten oder Städten entlang des Weges, ab. Mit Ausnahme des National Highways sind alle Straßen nach einem alphanumerischen Nummernsystem eingeteilt. Die Highways der obersten Hierarchie tragen ein A mit zugehöriger Nummer, die zweitrangigen ein B mit fortlaufender Nummer. Das System wurde 1979 eingeführt. Davor wurde, das auch in anderen Bundesstaaten übliche Nummerierungssystem der National und State Routes auch in Tasmanien verwendet.
Nachfolgend die Liste aller 53 Highways in Tasmanien.

## National Highways

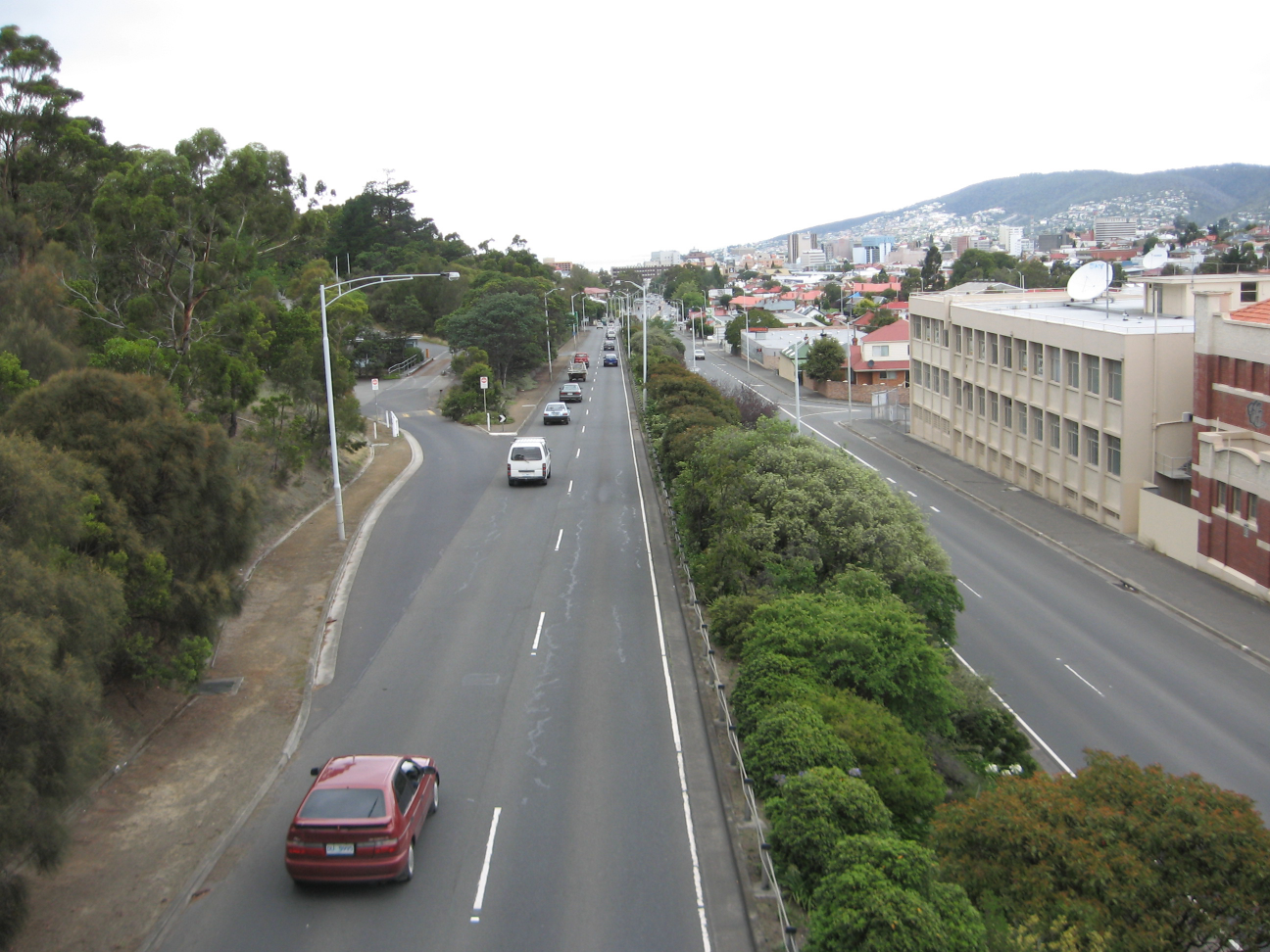
Brooker Highway

- - Brooker Highway
  - Midland Highway (Bridgewater Bridge und die Red Bridge)
  - Bass Highway

## State Highways

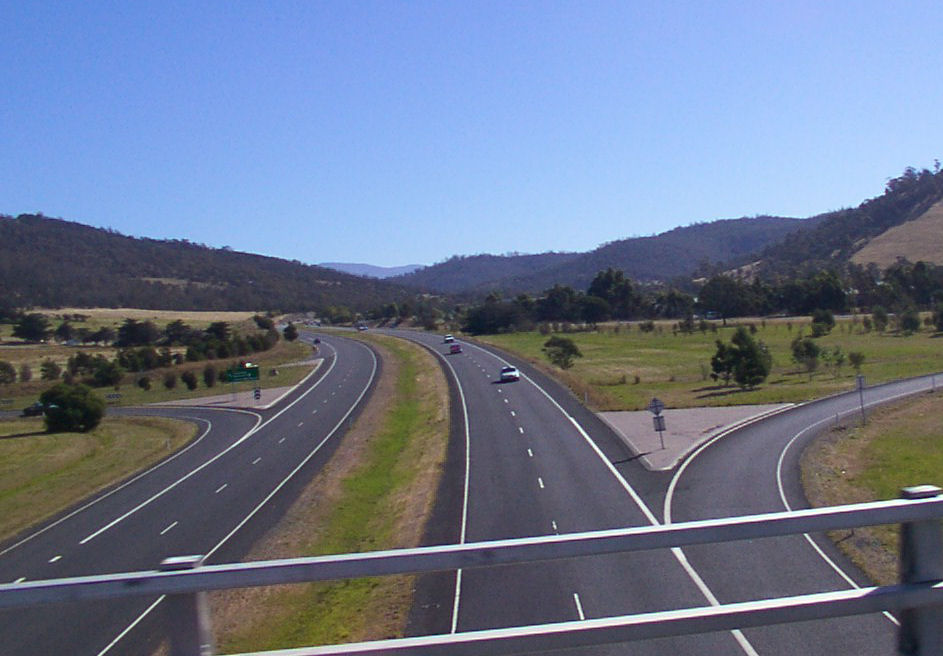
Tasman Highway

- Bass Highway
- Tasman Highway (Tasman Bridge, McGees Bridge und Sorell Causeway)
- - Esk Highway
  - Elephant Pass Road
- Lake Highway
- - Davey Street
  - Macquarie Street
  - Southern Outlet
  - Huon Highway
- West Tamar Highway Tasman Highway
- - East Tamar Highway
  - Low Head Road
- Arthur Highway
- - Lyell Highway
  - Zeehan Highway
  - Murchison Highway

## Hauptverbindungsstraßen

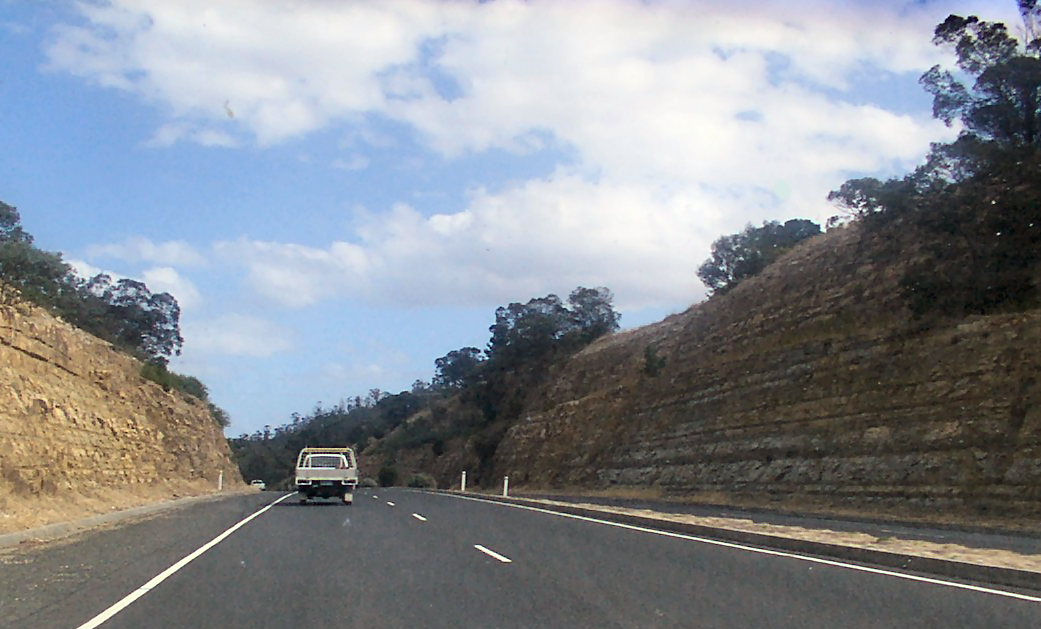
East Derwent Highway

- Boyer Road
- Marlborough Highway
- - Mole Creek Main Road
  - Liena Road
- Sheffield Road
- Castra Road
- Kindred Road
- - Gawler Road
  - Preston Road
  - Gunns Plains Road
  - S Riana Road
  - Pine Road
  - W Pine Road
  - Mission Hill Road East Derwent Highway
- Ridgley Highway
- - Mersey Main Road
  - Stony Rise Road
  - Forth Road
- Mount Road
- Lyell Highway
- - Zeehan Highway
  - Henty Road
- - Cambridge Road
  - Richmond Road
  - Colebrook Road
  - Mud Walls Road
- East Derwent Highway (Jordan River Bridge)
- South Arm Highway
- Lake Leake Highway
- Goodwood Road (Bowen Bridge)
- Domain Highway
- - Leighlands Road
  - Evendale Road
- - Poatina Road
  - Cressy Road
- Illawarra Main Road
- Powranna Road
- Meander Valley Highway
- Gordon River Road
- Glenora Road
- Huon Road
- - Sandy Bay Road
  - Channel Highway
- Frankford Road
- Biralee Road
- Batman Highway (Batman Bridge)
- - George Town Road
  - Lilydale Road
  - Golconda Road
- - Bridport Road
  - Waterhouse Road
  - Gladstone Road
- Pipers River Road
- Bridport Road
- Hollow Tree Road